# 萊斯特普雷里 (明尼蘇達州)
萊斯特普雷里（英語：Lester Prairie）是一個位於美國明尼蘇達州麥克萊德縣的城市。

## 歷史
比斯開於1886年設立，1888年設立營運至今的郵局，同年升格為城市。此地得名自地主約翰·N·萊斯特（John N. Lester）。

## 人口
根據2020年美國人口普查的數據，萊斯特普雷里的面積為2.32平方千米，皆為陸地。當地共有人口1894人，而人口密度為每平方千米816人。